# Felimare zebra
Felimare zebra (Heilprin, 1889) è un mollusco nudibranchio della famiglia Chromodorididae.